# 女王溪 (亚利桑那州)
女王溪（英語：Queen Creek）是美国亚利桑那州马里科帕县與皮納爾縣下属的一座城鎮。面积约为28.07平方英里（约合72.7平方公里）。根据2010年美国人口普查，该鎮有人口26,361人，人口密度为940.1/平方英里。